# Pauline Cousin
Pauline Cousin (Dunkerque, 22 febbraio 1993) è una calciatrice francese, centrocampista dell'Orléans.
Con la maglia della nazionale francese Under-17 si è laureata campione del mondo di categoria nell'edizione di Azerbaigian 2012.

## Palmarès

### Club
- Campionato francese di seconda divisione: 3

Hénin-Beaumont: 2012-2013
Olympique Marsiglia: 2015-2016
Digione: 2017-2018

### Nazionale
- Campionato mondiale femminile under 17 di calcio: 1

Azerbaigian 2012